# 30 tháng 3
Ngày 30 tháng 3 là ngày thứ 89 (90 trong năm nhuận) trong lịch Gregory. Còn 276 ngày trong năm.

## Sự kiện
- 1258 – Trần Thái Tông nhượng lại hoàng vị triều Trần ở Việt Nam cho Thái tử Trần Hoảng, Thái Tông trở thành Thái thượng hoàng.
- 1806 – Những cuộc chiến tranh của Napoleon: Napoleon phong anh trai của ông, Joseph Bonaparte, làm Vua xứ Napoli.
- 1864 – Ether lần đầu tiên được sử dụng để gây mê trong một cuộc phẫu thuật tiến hành bởi bác sĩ phẫu thuật người Mỹ Crawford Long.
- 1867 – Bộ trưởng Quốc phòng Hoa Kỳ William H. Seward đàm phán để mua Alaska bằng 7,2 tỷ Mỹ kim từ Đế quốc Nga.
- 1912 – Quốc vương Abdelhafid ký Hiệp ước Fez, làm Maroc thành chế độ bảo hộ của Pháp.
- 1940 – Đệ Nhị Thế Chiến: Uông Tinh Vệ được Đế quốc Nhật Bản bổ nhiệm làm lãnh đạo của chính phủ thân Nhật ở Trung Quốc.
- 1856 – Chiến tranh Krym giữa Nga và liên quân Ottoman-Anh-Pháp-Sardegna kết thúc theo hiệp định hòa bình ký kết tại Paris.
- 1938 – Bảo Đại ra đạo dụ tách quần đảo Hoàng Sa khỏi địa hạt tỉnh Nam Ngãi nhập vào tỉnh Thừa Thiên. Đạo dụ ghi rõ: Các cù lao Hoàng Sa thuộc về chủ quyền nước Nam đã lâu đời.
- 1953 – Chiến tranh Đông Dương: Chủ tịch Hồ Chí Minh ký quyết định thả 200 tù binh Bắc Phi bị bắt trên các chiến trường thể hiện thiện chí của Chính phủ và nhân dân Việt Nam đối với nhân dân các nước thuộc địa Pháp.
- 1954 – Chiến tranh Đông Dương: tấn công đợt 2 vào hệ thống cứ điểm của Pháp ở Điện Biên Phủ phía đông khu trung tâm Mường Thanh.
- 1964 – Trò chơi truyền hình Jeopardy! được chiếu lần đầu tiên, Jeopardy được trình chiếu ban ngày trên hệ thống truyền hình NBC.
- 1965 – Chiến tranh Việt Nam: Biệt động Sài Gòn tấn công Đại sứ quán Hoa Kỳ tại Sài Gòn.
- 1972 – Chiến tranh Việt Nam: Chiến dịch Xuân – Hè 1972 bắt đầu sau khi quân đội Việt Nam Dân chủ Cộng hòa băng qua khu phi quân sự của Việt Nam Cộng Hòa.
- 1981 – John Hinckley, Jr. bắn Tổng thống Hoa Kỳ Ronald Reagan và ba người khác bị thương với mục đích làm nữ diễn viên Jodie Foster cảm kích.

## Sinh
- 397 – Kʼukʼ Bahlam I, người sáng lập vương triều của người Maya ở Palenque (m. 435?)
- 1023 – Lý Thánh Tông, Hoàng đế thứ ba của nhà Lý, Việt Nam (m. 1072)
- 1135 – Maimonedes, nhà triết học (m. 1204)
- 1432 – Mehmed II, Sultan của Đế quốc Ottoman (m, 1481)
- 1640 – John Trenchard, chính khách người Anh (m. 1695)
- 1746 – Francisco Goya, họa sĩ người Tây Ban Nha (m. 1828)
- 1750 – John Stafford Smith, nhà soạn nhạc người Anh (m. 1836)
- 1820 – Anna Sewell, tác gia người Anh (m. 1878)
- 1844 – Paul Verlaine, nhà thơ người Pháp (m. 1896)
- 1853 – Vincent van Gogh, họa sĩ người Hà Lan (m. 1890)
- 1864 – Franz Oppenheimer, nhà xã hội học người Đức (m. 1943)
- 1880 – Sean O'Casey, nhà viết kịch người Ireland (m. 1964)
- 1892 – Fortunato Depero, nghệ sĩ người Ý (m. 1960)
- 1892 – Erhard Milch, nguyên soái người Đức (m. 1972)
- 1895 – Jean Giono, tác gia người Pháp (m. 1970)
- 1902 – Brooke Astor, người làm việc thiện người Mỹ (m. 2007)
- 1902 – Peter Marshall, nhà thuyết giáo người Mỹ (m. 1949)
- 1903 – Countee Cullen, nhà thơ người Mỹ (m. 1946)
- 1903 – Joy Ridderhof, người truyền giáo người Mỹ (m. 1984)
- 1904 – Ripper Collins, vận động viên bóng chày (m. 1970)
- 1905 – Albert Pierrepoint, Executioner người Anh (m. 1992)
- 1910 – Józef Marcinkiewicz, nhà toán học (m. 1940)
- 1913 – Marc Davis, họa sĩ phim hoạt hình người Mỹ (m. 2000)
- 1913 – Frankie Laine, ca sĩ người Mỹ (m. 2007)
- 1913 – Censu Tabone, tổng thống Malta
- 1914 – Sonny Boy Williamson I, nhạc sĩ người Mỹ (m. 1948)
- 1922 – Turhan Bey, diễn viên Thổ Nhĩ Kỳ
- 1923 – Milton Acorn, nhà thơ người Canada (m. 1986)
- 1926 – Ingvar Kamprad, chủ doanh nghiệp người Thụy Điển
- 1926 – Werner Torkanowsky, người chỉ huy dàn nhạc người Đức (m. 1992)
- 1928 – Robert Badinter, chính khách người Pháp
- 1929 – Richard Dysart, diễn viên người Mỹ
- 1930 – John Astin, diễn viên người Mỹ
- 1930 – Rolf Harris, nghệ sĩ, người dẫn chuyện giải trí người Úc
- 1932 – Ted Morgan, nhà văn Thụy Sĩ
- 1933 – Jean-Claude Brialy, diễn viên, người đạo diễn người Pháp (m. 2007)
- 1935 – Willie Galimore, cầu thủ bóng đá người Mỹ (m. 1964)
- 1937 – Warren Beatty, diễn viên, người đạo diễn người Mỹ
- 1940 – Jerry Lucas, cầu thủ bóng rổ người Mỹ
- 1941 – Wasim Sajjad, tổng thống Pakistan
- 1941 – Bob Smith, Mỹ chính khách nguyên
- 1945 – Eric Clapton, nghệ sĩ đàn ghita, ca sĩ người Anh
- 1948 – Mervyn King, nhà kinh tế học người Anh
- 1949 – Naomi Sims, thời trang người mẫu, nữ doanh nhân người Mỹ
- 1949 – Liza Frulla, chính khách Quebec
- 1950 – Robbie Coltrane, diễn viên, diễn viên hài người Scotland
- 1950 – Tiết Gia Yến, nghệ sĩ và diễn viên Hồng Kông
- 1951 – Yves Séguin, chính khách Quebec
- 1952 – Peter Knights, cầu thủ bóng đá, huấn luyện viên người Úc
- 1953 – Cydney Bernard, nhà sản xuất phim người Mỹ
- 1955 – Randy VanWarmer, ca sĩ, người sáng tác bài hát người Mỹ (m. 2004)
- 1956 – Bill Butler, chính khách người Scotland
- 1957 – Paul Reiser, diễn viên người Mỹ
- 1958 – Maurice LaMarche, diễn viên lồng tiếng người Canada
- 1959 – Sabine Meyer, Clarinetist người Đức
- 1961 – Doug Wickenheiser, vận động viên khúc côn cầu trên băng người Canada (m. 1999)
- 1962 – Bil Dwyer, diễn viên người Mỹ
- 1963 – Eli-Eri Moura, nhà soạn nhạc, người chỉ huy dàn nhạc người Brasil
- 1964 – Tracy Chapman, ca sĩ người Mỹ
- 1964 – Vlado Bozinovski, nguyên cầu thủ bóng đá người Úc
- 1964 – Dave Ellett, vận động viên khúc côn cầu người Canada
- 1964 – Ian Ziering, diễn viên người Mỹ
- 1965 – Piers Morgan, nhà báo người Anh
- 1966 – Efstratios Grivas, cờ vua đại kiện tướng, tác gia người Hy Lạp
- 1967 – Christopher Bowman, vận động viên trượt băng nghệ thuật người Mỹ (m. 2008)
- 1968 – Donna D'Errico, nữ diễn viên, người mẫu, người Mỹ
- 1968 – Celine Dion, ca sĩ người Canada
- 1970 – Nguyễn Thanh Hải, lãnh đạo cấp cao trong Đảng Cộng sản Việt Nam và chính khách người Việt Nam.
- 1970 – Cẩm Ly, nữ ca sĩ Việt Nam
- 1971 – Mark Consuelos, diễn viên người Mỹ
- 1972 – Mili Avital, nữ diễn viên người Israel
- 1973 – Jan Koller, cầu thủ bóng đá người Séc
- 1973 – Matthew Pritchard, diễn viên đóng thế Wales
- 1975 – Bahar Soomekh, nữ diễn viên người Mỹ
- 1976 – Ty Conklin, vận động viên khúc côn cầu trên băng người Mỹ
- 1976 – Obadele Thompson, vận động viên người Barbados
- 1978 – Chris Paterson, cầu thủ bóng bầu dục người Scotland
- 1979 – Norah Jones, ca sĩ, nghệ sĩ dương cầm người Mỹ
- 1979 – Simon Webbe, ca sĩ người Anh
- 1980 – Ricardo Osorio, cầu thủ bóng đá người México
- 1980 – Yalin, ca sĩ, người sáng tác bài hát Thổ Nhĩ Kỳ
- 1981 – Park Ji-sung, cầu thủ bóng đá người Hàn Quốc
- 1982 – Jason Dohring, diễn viên người Mỹ
- 1983 – Jérémie Aliadière, cầu thủ bóng đá người Pháp
- 1983 – Zach Gowen, đô vật Wrestling chuyên nghiệp người Mỹ
- 1983 – Scott Moffatt, ca sĩ, người sáng tác bài hát người Canada
- 1983 – Davis Romero, vận động viên bóng chày người Panama
- 1984 – Mario Ancic, vận động viên quần vợt người Croatia
- 1986 – Beni Arashiro, ca sĩ người Nhật Bản
- 1986 – Sergio Ramos, cầu thủ bóng đá người Tây Ban Nha
- 1990 – Lee Gi-kwang, ca sĩ người Hàn Quốc
- 1993 – Song Min-ho, rapper người Hàn Quốc
- 1997 – Cha Eun-woo, ca sĩ và diễn viên người Hàn Quốc, thành viên nhóm nhạc Astro

## Mất
- 365 – Tấn Ai Đế, Hoàng đế Đại Tấn (s. 341)
- 1526 – Konrad Mutian, nhà nhân văn học người Đức (s. 1471)
- 1559 – Adam Ries, nhà toán học người Đức (s. 1492)
- 1587 – Ralph Sadler, chính khách người Anh (s. 1507)
- 1662 – François le Métel de Boisrobert, nhà thơ người Pháp (s. 1592)
- 1707 – Vauban, kiến trúc sư người Pháp (s. 1633)
- 1764 – Pietro Locatelli, nhà soạn nhạc người Ý (s. 1695)
- 1783 – William Hunter, nhà giải phẫu học người Scotland (s. 1718)
- 1842 – Elisabeth Vigee-Lebrun, họa sĩ người Pháp (s. 1755)
- 1879 – Thomas Couture, họa sĩ, giáo viên người Pháp (s. 1815)
- 1886 – Joseph-Alfred Mousseau, chính khách người Pháp (s. 1838)
- 1912 – Karl May, tác gia người Đức (s. 1842)
- 1925 – Rudolf Steiner, nhà triết học người Áo (s. 1861)
- 1936 – Conchita Supervía, ca sĩ nhạc kịch người Tây Ban Nha (s. 1895)
- 1943 – Jan Bytnar, nhà hoạt động người Ba Lan (s. 1921)
- 1943 – Maciej Aleksy Dawidowski, nhà hoạt động người Ba Lan (s. 1920)
- 1949 – Friedrich Bergius, nhà hóa học, giải thưởng Nobel người Đức (s. 1884)
- 1950 – Léon Blum, thủ tướng người Pháp (s. 1872)
- 1959 – Daniil Andreev, nhà văn, người thần bí người Nga (s. 1906)
- 1965 – Philip Showalter Hench, thầy thuốc, giải Nobel Sinh lý và Y khoa người Mỹ (s. 1896)
- 1966 – MaxParrish, nghệ sĩ người Mỹ (s. 1870)
- 1966 – Newbold Morris, chính khách người Mỹ (s. 1902)
- 1967 – Jean Toomer, nhà văn người Mỹ (s. 1894)
- 1968 – Bobby Driscoll, diễn viên người Mỹ (s. 1937)
- 1970 – Heinrich Brüning, Đức Chancellor (s. 1885)
- 1977 – Abdel Halim Hafez, ca sĩ, diễn viên Ai Cập (s. 1929)
- 1980 – Tôn Đức Thắng, nhà cách mạng Việt Nam (s. 1888)
- 1981 – DeWitt Wallace, nhà xuất bản người Mỹ (s. 1889)
- 1984 – Karl Rahner, nhà thần học người Đức (s. 1904)
- 1986 – James Cagney, diễn viên người Mỹ (s. 1899)
- 1988 – Edgar Faure, chính khách người Pháp (s. 1908)
- 2003 – Michael Jeter, diễn viên người Mỹ (s. 1952)
- 2003 – Valentin Pavlov, thủ tướng người Liên Xô (s. 1937)
- 2004 – Alistair Cooke, nhà báo người Anh (s. 1908)
- 2004 – Hubert Gregg, phát thanh viên truyền thanh người Anh (s. 1914)
- 2004 – Michael King, sử gia người New Zealand (s. 1945)
- 2004 – Timi Yuro, ca sĩ người Mỹ (s. 1940)
- 2005 – Mitch Hedberg, diễn viên hài người Mỹ (s. 1968)
- 2005 – Emil Dimitrov, ca sĩ người Bulgaria (s. 1940)
- 2005 – Robert Creeley, nhà thơ người Mỹ (s. 1926)
- 2005 – Milton Green, vận động viên người Mỹ (s. 1913)
- 2005 – Fred Korematsu, nhà đấu tranh cho nhân quyền người Mỹ (s. 1919)
- 2005 – O. V. Vijayan, tác gia, người vẽ tranh biếm hoạ Ấn Độ (s. 1930)
- 2005 – Derrick Plourde, nhạc công đánh trống người Mỹ (s. 1971)
- 2006 – Red Hickey, bóng đá huấn luyện viên người Mỹ (s. 1917)
- 2008 – Richard Lloyd, người lái xe đua (s. 1945)
- 2017 – Phạm Đăng Lân, Chuẩn tướng Quân lực Việt Nam Cộng hòa (Sinh năm 1927)
- 2020 – Bill Withers, ca sĩ Mỹ (s. 1938)

## Ngày lễ và kỷ niệm
- Ngày Quốc thổ (người Palestine).